# قليقلة رخوة
قليقلان أو قليقلة رخوة أو أم ثريب رخوة واسمها العلمي (Spergula fallax) وهي عشبة حولية من الفصيلة القرنفلية.